# Coaraci (ort)
Coaraci är en ort i Brasilien.   Den ligger i kommunen Coaraci och delstaten Bahia, i den östra delen av landet, 900 km öster om huvudstaden Brasília. Coaraci ligger 206 meter över havet och antalet invånare är 32 344.
Terrängen runt Coaraci är huvudsakligen kuperad, men den allra närmaste omgivningen är platt. Coaraci är det största samhället i trakten.
I omgivningarna runt Coaraci växer i huvudsak städsegrön lövskog. Runt Coaraci är det ganska tätbefolkat, med 93 invånare per kvadratkilometer.